# Suzy Prim
Pour les articles homonymes, voir Prim.
Suzanne Mariette Arduini dite Suzy Prim, née le 11 octobre 1896 à dans le 20e arrondissement de Paris et morte le 7 juillet 1991 à Boulogne-Billancourt, est une actrice française.

## Biographie

Photo de Suzy Prim

Suzanne Mariette Arduini est la fille de Gaston Arduini (1856-1931), artiste appartenant à une famille d'acteurs et de mimes italiens établis en France depuis le XVIIe siècle.

### Des débuts précoces
Elle apparaît pour la première fois sur scène à l'âge de dix-huit mois auprès de ses parents.
Découverte par Louis Feuillade, alors qu'elle n'a que six ans, elle devient actrice de cinéma et incarne des rôles d’enfants dans divers films produits par la Gaumont sous le pseudonyme de « la petite Arduini ».

### Carrière au théâtre
À partir de 1905, elle est la partenaire de La Belle Otero se produisant aux Folies Bergère et sur des scènes telles que le Théâtre de l'Œuvre de Lugné-Poe et le Théâtre Michel, où elle interprète des pièces d'Henrik Ibsen et de George Bernard Shaw.
Elle reste un temps en Italie, où elle tourne huit films, parmi lesquels La beffa atroce (1915), Appassionatamente (1919) et Il suo destino (1921), avant de revenir en France.
Pendant quelques années, elle est la compagne de Jules Berry, qui est souvent son partenaire sur scène et à l'écran.

### Le milieu des années 1930 et le retour au cinéma
Après des débuts contrariés dans le cinéma parlant, elle obtient au milieu des années 1930 ses premiers rôles importants, notamment dans La Peur (1936) ou encore dans Mayerling la même année. Toujours en 1936, elle interprète le rôle de l'épouse jalouse d'un receleur dans Les Bas-fonds de Jean Renoir aux côtés de Jean Gabin et de Louis Jouvet.
En 1938, elle joue le rôle l'impératrice Catherine II dans le film franco-italien Tarakanowa.

### Retrait progressif du cinéma
Après la Seconde Guerre mondiale, elle n'obtient que des rôles mineurs et en 1959, elle décide de mettre un terme à sa carrière. Cependant, on la verra encore dans L'Homme de Marrakech de Jacques Deray en 1966 et dans le thriller Le Corps de mon ennemi d'Henri Verneuil aux côtés de Jean-Paul Belmondo en 1976.
Suzy Prim fut également, et ponctuellement, productrice de cinéma et scénariste.
Elle est décédée à l'âge de 94 ans et est enterrée au cimetière de Belleville.
Sa sœur Lucienne avait épousé l'acteur et chansonnier Raymond Souplex (1901-1972).

## Filmographie
- 1910 : Petits Poèmes antiques de Louis Feuillade
- 1910 : Le Noël de grand-mère - une production Gaumont
- 1910 : Le Crime du grand-père de Léonce Perret et Jacques Roullet
- 1911 : Cœur d'enfant de Léonce Perret
- 1912 : Le Petit Poucet de Louis Feuillade
- 1913 : Jeux d'enfants de Henri Fescourt
- 1913 : Le Faux départ - une production Pathé
- 1914 : Carmen de Giovanni Doria et Augusto Turqui
- 1917 : Les écrits restent de Georges-André Lacroix
- 1917 : Haine de Georges-André Lacroix
- 1918 : Le Marchand de bonheur de Georges-André Lacroix
- 1918 : Le Noël d'Yveline de Georges-André Lacroix
- 1918 : En détresse d'Henri Pouctal
- 1919 : Les Deux Roses de Camillo de Rossi
- 1919 : Passionnément (Appassionatamente) de Georges-André Lacroix
- 1920 : La Vengeance de Mallet de Georges-André Lacroix
- 1921 : Il suo destino de Georges-André Lacroix
- 1921 : L'Aiglonne d'Émile Keppens - (Mme de Navailles)
- 1921 : Reine-Lumière de Lino Manzoni
- 1921 : Un drame d'amour de Rose Pansini - (Diane d'Evremont)
- 1931 : Mon cœur et ses millions d'André Berthomieu : Marguerite
- 1931 : Quatre jours de tôle - court métrage -
- 1934 : Un petit trou pas cher de Pierre-Jean Ducis - court métrage -
- 1935 : Le Crime de Monsieur Pégotte de Pierre-Jean Ducis - court métrage -
- 1935 : Le Bébé de l'escadron de René Sti - (Mathilde)
- 1935 : Marie des Angoisses de Michel Bernheim
- 1935 : Mayerling d'Anatol Litvak - (La comtesse Larisch)
- 1936 : Samson de Maurice Tourneur - (Grace Ritter)
- 1936 : Au service du tsar de Pierre Billon - (La comtesse Olga Belsky [7])
- 1936 : Les Bas-fonds de Jean Renoir - (Vassilissa Kostyleva)
- 1936 : Le Chemin de Rio ou Cargaison blanche de Robert Siodmak - (Estella)
- 1936 : Les Jumeaux de Brighton de Claude Heymann - (Clémentine Beaugérard)
- 1936 : Moutonnet de René Sti - (Dolly)
- 1936 : La Peur ou Vertige d'un soir de Victor Tourjansky - (L'actrice)
- 1936 : La Reine des resquilleuses de Max Glass et Marco de Gastyne - (Véra)
- 1936 : Un de la légion de Christian-Jaque - (Maryse)
- 1936 : 27, rue de la Paix de Richard Pottier - (Jenny Clarens)
- 1937 : Alexis gentleman chauffeur de Max de Vaucorbeil - (Mme Tabasco[8])
- 1937 : Les Anges noirs de Willy Rozier
- 1937 : L'Appel de la vie de Georges Neveux - (Mme Voisin)
- 1937 : Arsène Lupin détective d'Henri Diamant-Berger - (Olga Vauban)
- 1938 : Êtes-vous jalouse ? d'Henri Chomette - (Germaine Moreuil)
- 1937 : Les Pirates du rail de Christian-Jaque - (Jeanne Rolland)
- 1938 : Tarakanowa de Fédor Ozep - (L'impératrice Catherine II)
- 1938 : Carrefour de Kurt Bernhardt - (Michèle Allain)
- 1938 : Farinet ou L'Or dans la montagne  de Max Haufler - (Joséphine Pellanda)
- 1938 : Le Patriote de Maurice Tourneur - (Anna Ostermann)
- 1939 : Berlingot et Compagnie de Fernand Rivers - (Isabelle Grandville[9])
- 1939 : Cas de conscience de Walter Kapps
- 1940 : Untel Père et Fils de Julien Duvivier - (Estelle Froment adulte)
- 1941 : L'Étrange Suzy de Pierre-Jean Ducis - (Suzy)
- 1941 : Les Petits Riens (film) de Raymond Leboursier - (Louise)
- 1942 : Le Bienfaiteur d'Henri Decoin - (Irène Berger)
- 1943 : Après l'orage de Pierre-Jean Ducis - (Catherine Grand)
- 1943 : Au bonheur des dames d'André Cayatte - (Mme Desforges)
- 1943 : La Collection Ménard de Bernard Roland - (Mme Ménard)
- 1943 : L'Homme de Londres d'Henri Decoin - (Camélia)
- 1943 : La Malibran de Sacha Guitry - (La comtesse Merlin)
- 1944 : La Rabouilleuse de Fernand Rivers [10] - (Flore Brazier, la rabouilleuse)
- 1945 : Les Caves du Majestic de Richard Pottier - (Mme Petersen)
- 1946 : Le Cabaret du grand large de René Jayet - (Reine)
- 1946 : Triple enquête de Claude Orval
- 1949 : Au revoir Monsieur Grock de Pierre Billon - (La comtesse Barinoff)
- 1949 : Au royaume des cieux de Julien Duvivier - (Mlle Chamblas)
- 1949 : Le Cas du docteur Galloy de Maurice Téboul - (L'amie de Mme Guérin)
- 1950 : Trafic sur les dunes de Jean Gourguet - (Mme Estelle)
- 1951 : Les Deux Gamines de Maurice de Canonge - (Mlle Bénazer)
- 1952 : Suivez cet homme de Georges Lampin - (Mme Olga)
- 1953 : Les Compagnes de la nuit de Ralph Habib - (Pierrette)
- 1954 : Le Feu dans la peau de Marcel Blistène - (Maria, la parfumeuse)
- 1954 : Les pépées font la loi de Raoul André - (Flora, la mère)
- 1955 : Mémoires d'un flic de Pierre Foucaud - (Lola)
- 1956 : Lorsque l'enfant paraît de Michel Boisrond - (Madeleine Lonant)
- 1959 : Douze Heures d'horloge de Géza von Radványi - (Mme César) + productrice
- 1959 : Les Lionceaux de Jacques Bourdon - (Blanche Eroli) + productrice
- 1966 : L'Homme de Marrakech de Jacques Deray
- 1972 : Profession : Aventuriers de Claude Mulot - (Eléonore)
- 1976 : Le Corps de mon ennemi d'Henri Verneuil - (La grand-mère de Marie-Adélaïde)

### Productrice
Clara et les Méchants de Raoul André en 1957

### Scénariste
La Fayette de Jean Dréville en 1961 ; puis de L'Homme de Marrakech de Jacques Deray en 1965

## Théâtre
- 1923 : La Maison avant tout de Pierre Hamp, mise en scène Lugné-Poe
- 1924 : La Sonate à Kreutzer de Fernand Nozière et Alfred Savoir d'après Léon Tolstoï, mise en scène Lugné-Poe, Théâtre de l'Œuvre
- 1925 : Les Marchands de gloire de Marcel Pagnol et Paul Nivoix, mise en scène Gabriel Signoret, Théâtre de la Madeleine
- 1925 : Parce que...! de Jean Alley, Théâtre des Mathurins
- 1926 : Monsieur de Saint-Obin d'André Picard et H. M. Harwood, Théâtre des Mathurins
- 1927 : La Livrée de M. le Comte de Francis de Croisset d'après la pièce de Melville Collins, Théâtre de l'Avenue
- 1927 : Baccara de René Saunier, mise en scène Jules Berry, Théâtre des Mathurins
- 1928 : La Vie est belle de Marcel Achard, Théâtre de la Madeleine
- 1929 : Banco d'Alfred Savoir, Théâtre de la Potinière
- 1930 : Guignol, un cambrioleur de Georges Berr et Louis Verneuil, Théâtre de la Potinière
- 1931 : Monsieur de Saint-Obin d'André Picard et H. M. Harwood, Théâtre Édouard VII
- 1931 : Déodat d'Henry Kistemaeckers, Théâtre Édouard VII
- 1933 : Peau d'Espagne de Jean Sarment, Théâtre de l'Athénée
- 1933 : La Fuite en Égypte de Robert Spitzer, Théâtre des Mathurins
- 1934 : Les Amants terribles de Noël Coward, mise en scène Jean Wall, Théâtre Michel
- 1935 : Quand jouons-nous la comédie ? de Sacha Guitry, Théâtre de Paris, avec André Luguet
- 1936 : Trois...Six...Neuf... de Michel Duran, mise en scène Jean Wall, Théâtre Michel
- 1942 : Trois... Six... Neuf... de Michel Duran, mise en scène Roland Armontel, Théâtre de Paris
- 1943 : À la gloire d'Antoine de Sacha Guitry, Théâtre Antoine
- 1944 : Un Don Juan de Michel Aucouturier, mise en scène Jean Darcante, Comédie des Champs-Élysées
- 1947 : Messaline de Claude Vermorel, mise en scène Georges Douking, Théâtre Pigalle
- 1948 : La Folle du 27 de Jean Guitton, mise en scène Jacques-Henri Duval, Théâtre de Paris
- 1951 : Tapage nocturne de Marc-Gilbert Sauvajon, mise en scène Jean Wall, Théâtre Edouard VII
- 1951 : La Femme troublée de Roger Féral, mise en scène Christian Gérard, Théâtre Michel[11]
- 1952 : Back Street de Michel Dulud, mise en scène Christian Gérard, Théâtre Fontaine, Théâtre des Célestins
- 1953 : Les Amants terribles de Noel Coward, mise en scène Jean Wall, Théâtre du Gymnase
- 1955 : La Grande Felia de Jean-Pierre Conty, mise en scène Christian-Gérard, Théâtre de l'Ambigu
- 1956 : Comme avant, mieux qu'avant de Luigi Pirandello, mise en scène Jean Négroni, Théâtre de Paris